# Індерський район
Інде́рський район (каз. Индер ауданы, рос. Индерский район) — адміністративна одиниця у складі Атирауської області Казахстану. Адміністративний центр — селище Індерборський.

## Населення
Населення — 32502 особи (2021; 30464 у 2009, 28802 у 1999, 27298 у 1989).
Національний склад (станом на 2016 рік):
- казахи — 31024 особи (96,35 %)
- росіяни — 959 осіб
- татари — 84 особи
- узбеки — 47 осіб
- німці — 14 осіб
- чеченці — 13 осіб
- каракалпаки — 11 осіб
- білоруси — 6 осіб
- українці — 5 осіб
- болгари — 4 особи
- даргинці — 4 особи
- грузини — 4 особи
- корейці — 2 особи
- азербайджанці — 1 особа
- лакці — 1 особа
- інші — 20 осіб

## Склад
До складу району входять селищна адміністрації та 6 сільських округів:
| Поселення                          | Площа, км² | Населення, осіб (1989) | Населення, осіб (1999) | Населення, осіб (2009) | Населення, осіб (2021) | Центр         | Населені пункти |
| ---------------------------------- | ---------- | ---------------------- | ---------------------- | ---------------------- | ---------------------- | ------------- | --------------- |
| Індерборська селищна адміністрація | 73,65      | 11232                  | 11433                  | 12915                  | 15664                  | Індерборський | 1               |
| Боденевський сільський округ       | 534,79     | 1120                   | 1449                   | 1476                   | 1560                   | Бодене        | 1               |
| Єлтайський сільський округ         | 904,22     | 3093                   | 3171                   | 3269                   | 3186                   | Єлтай         | 2               |
| Єсбольський сільський округ        | 1983,17    | 4674                   | 4945                   | 4808                   | 4426                   | Єсбол         | 2               |
| Жарсуатський сільський округ       | 3175,23    | 2366                   | 2650                   | 2837                   | 2696                   | Жарсуат       | 5               |
| Коктогайський сільський округ      | 2602,51    | 2231                   | 2378                   | 2418                   | 2465                   | Коктогай      | 1               |
| Орликівський сільський округ       | 1602,39    | 2582                   | 2776                   | 2741                   | 2505                   | Орлик         | 1               |

## Найбільші населені пункти
Населені пункти з чисельність населення понад 1000 осіб:
| № | Населений пункт | Населення, осіб (1989) | Населення, осіб (1999) | Населення, осіб (2009) | Населення, осіб (2021) |
| - | --------------- | ---------------------- | ---------------------- | ---------------------- | ---------------------- |
| 1 | Індерборський   | 11232                  | 11433                  | 12915                  | 15664                  |
| 2 | Єсбол           | 3798                   | 4189                   | 4307                   | 3953                   |
| 3 | Орлик           | 1983                   | 2598                   | 2741                   | 2505                   |
| 4 | Коктогай        | 1926                   | 2378                   | 2418                   | 2465                   |
| 5 | Єлтай           | 1848                   | 2438                   | 2444                   | 2325                   |
| 6 | Жарсуат         | 1554                   | 1648                   | 1887                   | 1964                   |
| 7 | Бодене          | 1120                   | 1449                   | 1476                   | 1560                   |

## Транспорт
Дороги районного значення:
| Індекс   | Назва                    | Довжина, км |
| -------- | ------------------------ | ----------- |
| KE-ID-33 | Під'їзд до села Бодене   | 2           |
| KE-ID-34 | Під'їзд до села Коктогай | 1           |
| KE-ID-35 | Під'їзд до села Єсбол    | 3,1         |
| KE-ID-36 | Під'їзд до села Орлик    | 2,6         |
| KE-ID-37 | Під'їзд до села Єлтай    | 0,8         |
| KE-ID-38 | Під'їзд до села Интимак  | 2,4         |
| KE-ID-39 | Під'їзд до села Аккала   | 2           |
| KE-ID-40 | Під'їзд до села Курилис  | 3,4         |
| KE-ID-41 | Під'їзд до села Жарсуат  | 2,5         |
| KE-ID-42 | Під'їзд до села Кизилжар | 6           |
| KE-ID-43 | Під'їзд до села Актан    | 7           |
| KE-ID-44 | Під'їзд до села Кетебай  | 29          |